# Mana Khemia: Alchemists of Al-Revis
Mana Khemia: Alchemists of Al-Revis (マナケミア ～学園の錬金術士たち～ Mana Khemia ~Gakuen no Renkinjutsushi-tachi~) — консольна рольова гра розроблена японською компанією Gust для PlayStation 2. Гра вийшла в Японії 21 червня 2007 року, в Північній Америці 31 березня 2008 року. Гра є spiritual successor (продовження натхненне сюжетом) серії Atelier Iris від Gust's. 25 вересня 2008 в Японії вийшла версія гри для Playstation Portable, в Північній Америці вихід заплановано на 9 січня 2009 року.

## Mana-Khemia 2
Сіквел вийшов 29 травня 2008 року. Події розгортаються через 15 років після першої частини.

## Відгуки

### PS2
| Видання      | Оцінка |
| ------------ | ------ |
| Game Players | 4/5    |